# Біржова площа
Біржова площа — одна із центральних та найменша з площ Одеси. Розташована в історичному центрі на перетині Італійської, Ланжеронівської вулиць, Театрального провулку та Приморського бульвару, яка обмежена будинками Англійського клубу (нині — Музей морського флоту України), будинком Одеської міської ради, міською бібліотекою й Археологічним музеєм.

## Історія
Площа є на карті міста 1836 року під назвою Біржова, від біржі, зведеної тут у 1834 році. Однак одразу після зведення будівлі біржі в ній розмістилися органи державної влади, розпочалися засідання міської думи, тому 14 квітня 1866 року назву площі було змінено на Думську. 18 вересня 1889 року площа отримала назву — Бібліотечної, оскільки тут була розташована будівля бібліотеки, проте стару назву одразу повернули та під цією назвою площа проіснувала до 1902 року, коли їй повернули історичну назву — Біржова.
11 грудня 1917 року, ще до встановлення радянської влади в Одесі, площа перейменована на честь Революції, а після приходу комуністів, 30 квітня 1920 року — площа Комуни, на честь Паризької комуни. Під час Другої світової війни, а саме з 19 листопада 1941 року по 5 травня 1946 року, площі була перейменована на Думську, але із поверненням комуністів знову перейменована на площу Комуни.
18 серпня 1994 року відновлена колишня назва — Думська площа.
26 липня 2024 року розпорядженням очільника Одеської ОВА Думська площа була повернена історична назва Біржова площа.

## Архітектурні пам'ятки
Стара біржа — Біржова площа, 1 — побудована у 1828—1834 роках, реконструйована у 1871—1873 роках. Спочатку головний фасад будівлі прикрашали два ряди колон, за якими розміщувався відкритий дворик. У 1871—1873 роках, з метою розширення площі для біржових операцій, будівлю було перебудовано. Другий ряд колон головного фасаду замінений стіною з парадним входом, дворик перекритий і перебудований в Білий зал. У 1946—1949 роках будівлю було реставровано та реконструйовано. Найцінніший в архітектурному відношенні Рожевий зал відновлений, Білий зал повністю реконструйований. Наразі в будівлі розташована Одеська міська рада.

## Пам'ятники
Пам'ятник Олександрові Пушкіну — скульптор Ж. А. Полонська, архітектор Х. К. Васильєв. Кошти на пам'ятник збирались серед жителів Одеси за підписними листами. На п'єдесталі пам'ятника вибиті слова: «О. С. Пушкіну — громадяни Одеси».
Пам'ятник оборони Одеси — гармата була знята з потопленого англійського парового фрегата «Тигр». Встановлена на честь успішного відбиття нападу англо-французької ескадри на Одесу під час Кримської (Східної) війни (1854—1855).